# Sistema Global de Preferencias Comerciales entre Países en Desarrollo
El Sistema Global de Preferencias Comerciales entre Países en Desarrollo (SGPC)  es un acuerdo comercial preferencial, con 42 miembros (“participantes”), firmado el 13 de abril de 1988 con el objetivo de incrementar el comercio entre países en desarrollo. Fue negociado en el marco de la Conferencia de las Naciones Unidas sobre Comercio y Desarrollo (UNCTAD). El acuerdo entró en vigor el 19 de abril de 1989 y fue notificado al Acuerdo General sobre Aranceles Aduaneros y Comercio (GATT), antecesor de la Organización Mundial del Comercio (OMC), el 25 de septiembre de 1989. Los 42 miembros del SGPC incluyen también siete PMA (Bangladés, Benín, Guinea, Mozambique, Birmania, Sudán y Tanzania).
El Acuerdo fue iniciado por la UNCTAD para promover el comercio entre los países en desarrollo, fomentando así el crecimiento económico y la cooperación Sur-Sur, y tiene sus raíces en el Grupo de los 77, una coalición de 134 países en desarrollo creada en 1964 para aumentar su influencia negociadora y promover su economía. 
El SGPC se estableció en 1989 como marco para reducciones arancelarias preferenciales y otras medidas de cooperación, incluidos "paraaranceles, medidas no arancelarias, medidas comerciales directas, incluidos contratos a mediano y largo plazo y acuerdos sectoriales", para estimular el comercio entre países en desarrollo. Actualmente, el acuerdo sólo cubre aranceles preferenciales.
A través del marco del SGPC, sus participantes pretenden promover el crecimiento económico y el desarrollo capitalizando el comercio Sur-Sur. Institucionalmente, el Comité de Participantes (COP) es el máximo órgano de toma de decisiones del SGPC y tiene el mandato de supervisar el funcionamiento del Acuerdo. La Secretaría de la UNCTAD proporciona apoyo sustantivo y técnico al funcionamiento del Acuerdo SGPC.
Las economías del SGPC representaron un mercado de 14 billones de dólares en 2018, habiendo crecido a un promedio del 10,3% desde 2000, casi el doble del crecimiento promedio mundial. Estas economías generaron una demanda de importaciones de unos 4 billones de dólares en 2018, o el 20% del total de las importaciones mundiales.

## Historia
Los primeros esfuerzos para implementar un sistema de comercio preferencial a nivel plurilateral que abarcaría a los países en desarrollo comenzaron en los años 60. De hecho, tras el establecimiento del Comité de Comercio y Desarrollo del GATT en 1965, se creó el Grupo sobre la Expansión del Comercio entre Países en Desarrollo para analizar la dinámica detrás del comercio entre los países en desarrollo. En 1967 se celebró la primera reunión del Comité de Negociaciones Comerciales de Países en Desarrollo del GATT. El objetivo del Comité era recopilar una lista de exportaciones y concesiones de los países en desarrollo para llegar a un terreno común.
En 1971 se acordó un Protocolo sobre Negociaciones Comerciales entre Países en Desarrollo (PTN) bajo los auspicios del Comité de Negociaciones Comerciales de Países en Desarrollo y fue firmado por 16 países (Brasil, Chile, Egipto, Grecia, India, Israel, Corea del Sur, Pakistán, Perú, España, Túnez, Türkiye, Uruguay, Yugoslavia, México y Filipinas), que entró en vigor en 1973. Como se establece en el Protocolo, los países “acordaron que el establecimiento de preferencias entre los países en desarrollo, administradas adecuadamente y sujetas a las salvaguardias necesarias, podría hacer una contribución importante al comercio entre los países en desarrollo, y que tales acuerdos deberían considerarse con espíritu constructivo”. El protocolo abarcaba 740 posiciones arancelarias, de las cuales un tercio cubría productos agrícolas y materias primas.
Paralelamente, el Grupo de los 77 estaba trabajando para promover el cambio necesario para crear las condiciones que fomentarían el desarrollo económico de los países en desarrollo. Durante la Conferencia de la Ciudad de México sobre Cooperación Económica entre Países en Desarrollo de 1976, se compiló un programa detallado sobre cooperación económica. El programa abarcó ampliamente el comercio y proporcionó la base conceptual para el SGPC. De hecho, el apartado XV. “Comercio entre países en desarrollo” mencionaba expresamente la intención de “examinar todos los problemas arancelarios y no arancelarios relacionados con el desarrollo del comercio entre países en desarrollo” y “establecer un sistema de preferencias comerciales entre países en desarrollo a nivel subregional, regional e interregional”. Un sistema así no debería permitir la extensión a los países desarrollados de las preferencias otorgadas a los países en desarrollo”. El programa sería aprobado durante la Cuarta Reunión Ministerial del Grupo de los 77 en Arusha en 1979 y desarrollado en Caracas en 1981.

### Negociaciones
En 1982, los Ministros de Relaciones Exteriores pertenecientes al Grupo de los 77 se reunieron en Nueva York y definieron los principales componentes del Acuerdo, estableciendo también el marco de negociaciones. El Grupo de los 77 inició su labor preparatoria en Ginebra en 1984 con el impulso ministerial proporcionado en 1985 a través de la Reunión Ministerial de Nueva Delhi.
Es durante la Reunión Ministerial de Brasilia en 1986 que se estableció el SGPC como marco legal provisional. Las negociaciones sobre el texto del Acuerdo debían concluir dos años después en Belgrado, junto con la primera ronda de negociaciones sobre reducciones arancelarias.
En abril de 1989, cuando el Acuerdo entró en vigor, las listas de concesiones arancelarias abarcaban más de 1.800 partidas arancelarias. Este número se redujo a menos de 1.000 tras la disolución de Yugoslavia y la retirada de Rumania del Acuerdo.

### La Ronda de São Paulo
En 2004, los participantes del SGPC decidieron iniciar nuevas negociaciones. Con motivo de la XI UNCTAD en São Paulo, Brasil, se lanzó una Tercera Ronda de Negociaciones Comerciales.  Esta ronda de negociaciones se llama Ronda de São Paulo. Bajo la autoridad del Comité de Negociación del SGPC, los 22 participantes (Argentina, Brasil, Paraguay y Uruguay (que forman el Mercosur), Argelia, Chile, Cuba, República Popular Democrática de Corea, Egipto, India, Indonesia, Irán, Malasia, México, Marruecos, Nigeria, Pakistán, República de Corea, Sri Lanka, Tailandia, Vietnam y Zimbabue) encaminados a ampliar y profundizar las concesiones arancelarias. 
Durante las negociaciones, se brindó orientación ministerial en abril de 2008 con ocasión de la XII UNCTAD, en Acra, Ghana.  Posteriormente, reunidos en diciembre de 2009 en Ginebra, los Ministros aprobaron los parámetros (“modalidades”) para el intercambio de concesiones arancelarias.  La Decisión Ministerial sobre Modalidades de 2 de diciembre de 2009  incluía, en el par. 7, “a) un recorte general, línea por línea, lineal de al menos el 20 por ciento en al menos el 70 por ciento de sus líneas arancelarias sujetas a derechos; o (b) en el caso de Participantes con líneas arancelarias libres de derechos que representen más del 50 por ciento del total de sus líneas arancelarias nacionales, un recorte general, línea por línea y lineal de al menos el 20 por ciento en al menos el 60 por ciento de sus líneas arancelarias sujetas a derechos; y c) la lista propuesta de concesiones arancelarias se presentará en el mismo formato que las listas anexas al presente Protocolo”. Las modalidades preveían un trato diferenciado y más favorable dentro de las modalidades de acceso a los mercados.
Después de seis años de negociaciones, la Ronda concluyó los días 15 y 16 de diciembre de 2010 en una Reunión Ministerial celebrada en Foz do Iguaçu, Brasil, donde ocho participantes (contando al Mercosur como uno) intercambiaron concesiones arancelarias y adoptaron el Protocolo de la Ronda de São Paulo. Estos son: Argentina, Brasil, Paraguay y Uruguay (que forman Mercosur), la República de Corea, India, Indonesia, Malasia, Egipto, Marruecos y Cuba.

### Implementación
Según el párrafo 10 c) del Protocolo, los resultados de la Ronda de São Paulo entrarán en vigor con la ratificación de al menos cuatro países. Actualmente, Argentina (2018), Brasil (2022), Cuba (2013), India (2010), Malasia (2011) y Uruguay (2017) ratificaron el Acuerdo.  Sin embargo, se requiere la ratificación de los cuatro miembros del Mercosur para que se considere que el protocolo ha sido ratificado por el Mercosur como grupo, ya que el grupo mantiene una lista única de concesiones arancelarias como unión aduanera con aranceles externos comunes. A la espera de una ratificación más, los resultados de la Ronda de São Paulo aún no se han implementado.

## Países miembros
Los 42 países miembros del Sistema Global de Preferencias Comerciales entre países en desarrollo son: Argelia, Argentina, Bangladés, Benín, Birmania, Bolivia, Brasil, Camerún, Chile, Cuba, Egipto, Ecuador, Ghana, Guinea, Guyana, India, Indonesia, Irak, Irán, Libia, Malasia, Marruecos, México, Mozambique, Nicaragua, Nigeria, Pakistán, Perú, Filipinas, Corea del Sur, Corea del Norte, Tanzania, Singapur, Sudán, Sri Lanka, Tailandia, Trinidad y Tobago, Túnez, Venezuela, Vietnam y Zimbabue. Además de estos países, en este sistema también participa la organización Mercosur.

## Implicaciones para el comercio Sur-Sur
El comercio Sur-Sur representa un importante potencial sin explotar para los países en desarrollo. Las razones residen en su crecimiento en términos de valor (el comercio Sur-Sur total ascendió a 600.000 millones de dólares en 1995 y alcanzó los 5,3 billones de dólares en 20216) y en su volumen general (el volumen del comercio entre países en desarrollo supera ahora al del comercio entre países en desarrollo). países. uno entre los países en desarrollo y los desarrollados.
Los participantes del SGPC también representan mercados importantes. En conjunto, las 43 economías del SGPC (incluida Colombia) representaron un mercado de 14 billones de dólares en 2018, con un crecimiento del 10,3% desde la década de 2000, casi el doble del crecimiento promedio mundial. Además, estas economías generaron una demanda de importaciones de alrededor de 4 billones de dólares en 2018, o el 20 por ciento del total de las importaciones mundiales. Además, brinda oportunidades de diversificación y resiliencia. Las investigaciones muestran que el comercio Sur-Sur tiende a favorecer las exportaciones no tradicionales, incluidos productos agroindustriales y bienes manufacturados con mayor valor agregado y uso intensivo de tecnología, y facilita el avance de las empresas en la cadena de valor.
El SGPC representa un paso importante hacia una mayor integración y cooperación comercial Sur-Sur. En particular, la Ronda de São Paulo proporcionó un importante impulso al comercio Sur-Sur. Los firmantes actuales tienen una población combinada de más de 2 mil millones. Según el Acuerdo, mientras que las rondas anteriores de 1992 y 1998 abarcaron unas 650 líneas arancelarias, se espera que la Ronda de São Paulo abarque más de 47.000.
Según estimaciones preliminares basadas en modelos, la UNCTAD estima que los resultados de la Ronda de São Paulo tendrán un efecto positivo significativo en el bienestar.
De hecho, las estimaciones sugieren que la implementación de la Ronda de São Paulo por parte de los once signatarios actuales resultará en ganancias de bienestar compartido de 14 mil millones de dólares.